# Vía MAPK/ERK

Diagrama de la vía MAPK. "P" simboliza un grupo fosfato.

La vía de las proteína cinasas activadas por mitógenos, también llamada vía de las MAP cinasas,  vía MAPK/ERK o vía MAPK (de las siglas en inglés mitogen-activated protein kinases) es una ruta de transducción de señal de células de eucariotas que se sitúa corriente abajo de los receptores tirosina cinasas así como la mayoría de receptores para citocina. En términos globales, la señal se transporta mediante GRB2 y de Sos a Ras (una proteína G monomérica). Esta Ras, ya activada, estimula a tres proteínas cinasas que actúan de forma secuencial y que culmina con la activación de la MAP cinasa (también denominada como «ERK»), que es una serina/treonina proteína cinasa que es capaz de traslocarse al núcleo para, allí, regular la transcripción modificando la actividad de proteínas (incluyendo factores de transcripción), modulando así la expresión de distintos genes.

## Filogenia
Los estudios genéticos y bioquímicos en varios mamíferos (incluido el hombre), el nematodo Caenorhabditis elegans, el díptero Drosophila melanogaster y levaduras como Saccharomyces cerevisiae y Schizosaccharomyces pombe revela un alto grado de conservación evolutiva de genes codificantes para proteína cinasas que funciona de forma secuencial tras la activación de Ras. Este hecho da idea de la importancia de la vía MAPK como ruta de señalización en la célula animal y de levadura. Además, existe una ruta equivalente en plantas en respuesta a señales externas como la fitohormona volátil etileno y a otros muchos estímulos.

## Cascada de activación
Los elementos implicados en la vía activan de algún modo al elemento situado corriente abajo, el cual posibilita la actividad del siguiente y así sucesivamente. La naturaleza de proteína cinasa de estas enzimas implica que el mecanismo de activación sea la adición o eliminación de grupos fosfato (es decir, la actividad cinasa y la fosfatasa), lo cual interviene en la estructura proteica y actúa de interruptor.
El complejo Ras-GTP activo se fija al dominio regulador de Raf (situado en su N terminal), una serina/treonina cinasa que, de este modo, queda activa. La hidrólisis del GTP asociado a Ras, dando lugar a GDP, provoca la liberación de Raf, ya activa, que fosforila y en consecuencia activa a MEK. MEK es otra cinasa que fosforila y activa a la MAP cinasa, que es capaz de fosforilar a muchas proteínas diferentes. Los elementos Raf y MEK reciben también el nombre de MAPKKK y MAPKK, respectivamente, debido a su posición en la ruta de fosforilaciones. Ras-GTP promueve la cascada de fosforilación.